# Lonate Ceppino
Lonate Ceppino (lombardul: Lonaa Ceppin) település Olaszországban, Varese megyében. Lakosainak száma 5075 fő (2023. január 1.). Lonate Ceppino Cairate, Castelseprio, Tradate, Venegono Inferiore és Gornate-Olona községekkel határos.

## Népesség
A település népességének változása:
| Lakosok száma | 5003 | 5012 | 5075 |
|               | 2017 | 2018 | 2023 |